# Лопатинка багнова
Лопатинка багнова (Scapania uliginosa) — вид печіночників порядку юнгерманіальних (Jungermanniales).

## Поширення
Батьківщиною є Європа, Північна Америка, Азія.
Вид росте на вологих, безвапняних, світлих, часто сонячних місцях на весняних луках і болотах, в кислих болотах або на берегах водойм. Місця зростання часто знаходяться на більш рівнинній місцевості зі слабким рухом води і малою тенденцією до висихання.

## Характеристика
Рослина утворює від брудно-зелених до темно-червонувато-коричневих, губчасті, високі та часто великі килимки. Рослини досягають 15 сантиметрів в довжину і від 2 до 4 міліметрів в ширину. Листки розставлені, частки листків неоднакові за розміром і мають суцільні краї. Дуже короткий кіль листа сильно вигнутий. Нижня частка листа приблизно в три рази більша за верхню. Клітини листка в середині листка мають розмір від 25 до 30 мікрометрів. Поверхня клітини (кутикула) зазвичай гладка, на клітину припадає три-чотири масляних тільця.
Статевий розподіл дводомний. Спорофіти трапляються рідко. Виводкові тіла є одноклітинними, еліпсоїдними і — також рідко — утворюються на кінчиках часток листя.